# 동맹휴학
동맹휴학(同盟休學)은 학생들이 학교 수업을 듣는 것을 집단적으로 거부하는 항의행동이다. 일반적으로 교육적, 혹은 정치적 문제에 대한 항의의 뜻으로 진행된다.

## 사례

### 일제강점기
일제강점기 당시 조선인 학생들은 일제의 식민통치 및 교육에 항의하여 동맹휴학을 진행했다.시위

### 21세기
박근혜-최순실 게이트 당시 대한민국의 대학생들은 집단으로 동맹휴학에 참여했다.

## 같이 보기
- 시민 불복종
- 사회 운동